# 低俗霊狩り
『低俗霊狩り』（ていぞくれいがり）は、奥瀬サキによる日本の漫画。『月刊コミコミ』および『ヤングアニマル』（白泉社）、『月刊コミックガム』（ワニブックス）に掲載された。単行本全3巻（文庫版全2巻）。

## 概要
1986年から1988年まで『月刊コミコミ』にて掲載され、休刊と同時期に中断。同誌がリニューアルされた『月刊アニマルハウス』の期間は中断が続き、その後再度リニューアルされた『ヤングアニマル』にて1992年から1993年まで掲載された。1998年には小学館から文庫本として上下巻2冊構成の再編集版が刊行されている。再録に際して、『月刊コミコミ』休刊時に未完となった連作『自動人形』のエピソードが収録されていない。他方、単行本（白泉社版）では未収録だった『時の狭間』、および以降に発表された短編『恐怖のマミ』と『公園の散歩者1〜3』が収録されている。
2013年からワニブックスより完全版を発売するのに合わせ、同年から『月刊コミックガム』にて新作短編の掲載、また前述の『自動人形』の再録および後編を連載した。完全版には出版以外の媒体で発表されたエピソードである『24 GHOST OF THE SADISTIC DOMINA』『レイプ魔Q』の2編も収録している他、本シリーズ以外の読み切り『ご先祖様はご機嫌斜め』（『月刊ドラゴンマガジン』（富士見書房）掲載）も併録された。
発表当初のペンネームは「奥瀬早紀」名義であったが、1990年前後に改名され、現在の「奥瀬サキ」名義となっている（白泉社版の第1巻および第2巻は「奥瀬早紀」、第3巻では「奥瀬サキ」となっている）。
同じ主人公による新シリーズとして『流香魔魅の杞憂』（ワニブックス）が2016年から2019年まで『WEBコミックガム』にて配信された。
本作品と同様の「低俗霊」を題材としたスピンオフ作品に『低俗霊DAYDREAM』『低俗霊MONOPHOBIA』（角川書店）があり、ともに原作を担当している。

## ストーリー
「口寄屋」として霊が関わる事件を解決する流香魔魅のオカルト・ストーリー。
- 低俗霊狩り
- 乳鬼
- 神勾し（かみかくし）
- 幽霊階段
- 降霊
- 時の狭間
- 残像
- 流香魔魅の私生活〜あるいは自動人形・序章〜
- 自動人形 前編 悪魔フォルネウスの召喚第四幕「依童 大野静子の章」
- 彼女
- 恐るべし水前寺龍揮（※コミックス用描き下ろし）
- Phantom of the Railway-ファントム オブ ザ レールウェイ-（※掲載時タイトル『幽霊電車』を改題）
- 恐怖のマミ（※[完全版]収録時『逆さ虫の知らせ』に改題）
- 公園の散歩者1 スノウ・クィーン
- 公園の散歩者2 エーデルワイスを唄いましょう
- 公園の散歩者3 テンシノユメ
- 自動人形 中編 紫織と香織①
- 24 GHOST OF THE SADISTIC DOMINA（※CDのライナーノーツに掲載）
- レイプ魔Q（※同人誌発表）
- すりすり
- 自動人形 後編（※一部ウェブコミックとして発表）
- 死相（※ウェブコミックとして発表）
- 復讐（※ウェブコミックとして発表）
- 首吊りの木（※ウェブコミックとして発表）
- ハッピーさんのお帰り（※ウェブコミックとして発表）

## 登場人物
流香 魔魅（りゅうか まみ）
本作の主人公で、口寄屋の女性。貧乳。アダルトビデオの批評執筆のアルバイトをしている（ただし取り上げるのはレズものばかりである）。高校中退。自称「低級霊ハンター」、他称「低俗霊ハンター」。基本的には霊に口寄せし説得することで除霊する。カップの飲み物を音を立てて飲む癖がある。自称可愛い女の子に頼まれるとイヤとは言えない性格。
水前寺 龍揮（すいぜんじ たつき）
魔魅に口寄屋としての仕事を持ってくる魔魅の相棒。稀代の大呪術師・水前寺草雲（すいぜんじそううん）の息子。霊が関わる仕事の業界について非常に詳しい。魔魅とは違い、力でねじ伏せることで霊を除霊する。
田中 源一郎（たなか げんいちろう）
高校教師。変態だが正義感が強く生徒思いな教師。
流香 弥里（りゅうか みさと）
魔魅の弟。魔魅とは違い霊は見えない。正義感が強く格闘技が得意。姉思いで度々魔魅の元にやって来る。
秋吉 麗子（あきよし れいこ）
弥里が思いを寄せている少女。とある事情から格闘技を学び、弥里以上の強さをほこる。

## 書籍情報
- 奥瀬サキ 『低俗霊狩り』 白泉社〈ジェッツコミックス〉、全3巻
  1. 低俗霊狩り 其の一：1987年8月26日初版発行 ISBN 4-592-13601-2[2] ※奥瀬早紀名義
  2. 低俗霊狩り 其の二：1989年3月29日初版発行 ISBN 4-592-13602-0[2] ※奥瀬早紀名義
  3. 低俗霊狩り 其の三：1993年7月31日初版発行 ISBN 4-592-13603-9
- 奥瀬サキ 『低俗霊狩り』 小学館〈小学館文庫〉、全2巻
  1. 低俗霊狩り 文庫版 上：1998年11月10日初版発行 ISBN 4-09-193211-8
  2. 低俗霊狩り 文庫版 下：1998年11月10日初版発行 ISBN 4-09-193212-6
- 奥瀬サキ 『低俗霊狩り完全版』 ワニブックス〈ガムコミックスプラス〉、全5巻
  1. 低俗霊狩り 完全版 其の一：2013年12月10日初版発行 ISBN 978-4-8470-3896-9
  2. 低俗霊狩り 完全版 其の二：2013年12月10日初版発行 ISBN 978-4-8470-3897-6
  3. 低俗霊狩り 完全版 其の三：2015年4月10日初版発行 ISBN 978-4-8470-3938-6
  4. 低俗霊狩り 完全版 其の四：2016年2月10日初版発行 ISBN 978-4-8470-3971-3
  5. 低俗霊狩り 完全版 其の五：2016年7月10日初版発行 ISBN 978-4-8470-3978-2

- 奥瀬サキ 『流香魔魅の杞憂』 ワニブックス〈ガムコミックスプラス〉、既刊3巻（2019年3月現在）
  1. 流香魔魅の杞憂 1：2017年8月25日初版発売 ISBN 978-4-8470-6802-7
  2. 流香魔魅の杞憂 2：2018年6月25日初版発売 ISBN 978-4-8470-6822-5
  3. 流香魔魅の杞憂 3：2019年3月25日初版発売 ISBN 978-4-8470-6839-3

## イメージアルバム
『低俗霊狩り SADISTIC DOMINA』（東芝EMI TYCY-5387）
1994年3月30日に発売されたドラマCD。原作者による脚本のドラマ部分（全6部構成）と、原作者による作詞5曲を含むの7つの楽曲部分と、全13トラックで構成されている。

ライナーノーツには、描き下ろしの『24 GHOST OF THE SADISTIC DOMINA』を掲載。
登場する彩樹ミサキ（さいき・みさき）は『低俗霊DAYDREAM』の崔樹深小姫（さいき・みさき）と同一人物であるかは不明。

### 収録曲
1. 吉祥寺アンナ○ミラーズ1（ドラマ）
2. memorize 666
3. 吉祥寺アンナ○ミラーズ2（ドラマ）
4. キャトル・ミューティレーション
5. PSYCHO
6. 幽霊ビル1（ドラマ）
7. STRAWBERRY MILK
8. 幽霊ビル2（ドラマ）
9. 最後の霊能大決戦
10. クリア
11. 幽霊ビル3（ドラマ）
12. PSYCHO（Silent mix）
13. 高級SMサロン（ドラマ）

### キャスト
- 流香魔魅：川村万梨阿
- 彩樹ミサキ：林原めぐみ
- 松平建造：屋良有作
- 田沼玲子：増山江威子
- ウェイトレス：藤野かほる？
- ウエイター：石川英郎？
- 「月刊コッカトリス」の中道さん：高戸靖広？
- 少女：藤野かほる？
- SADISTIC DOMINAのママ：増山江威子
- しゅうちゃん：石川英郎？

### アーティスト
- ボーカル：John